# Islas Azteca
Islas Azteca är en ögrupp i tre delar i Mexiko. Den ligger i delstaten Tabasco, i den sydöstra delen av landet och precis vid mynningen av floden Grijalva i Campechebukten. Närmaste samhälle är orten Frontera.